# 겹눈

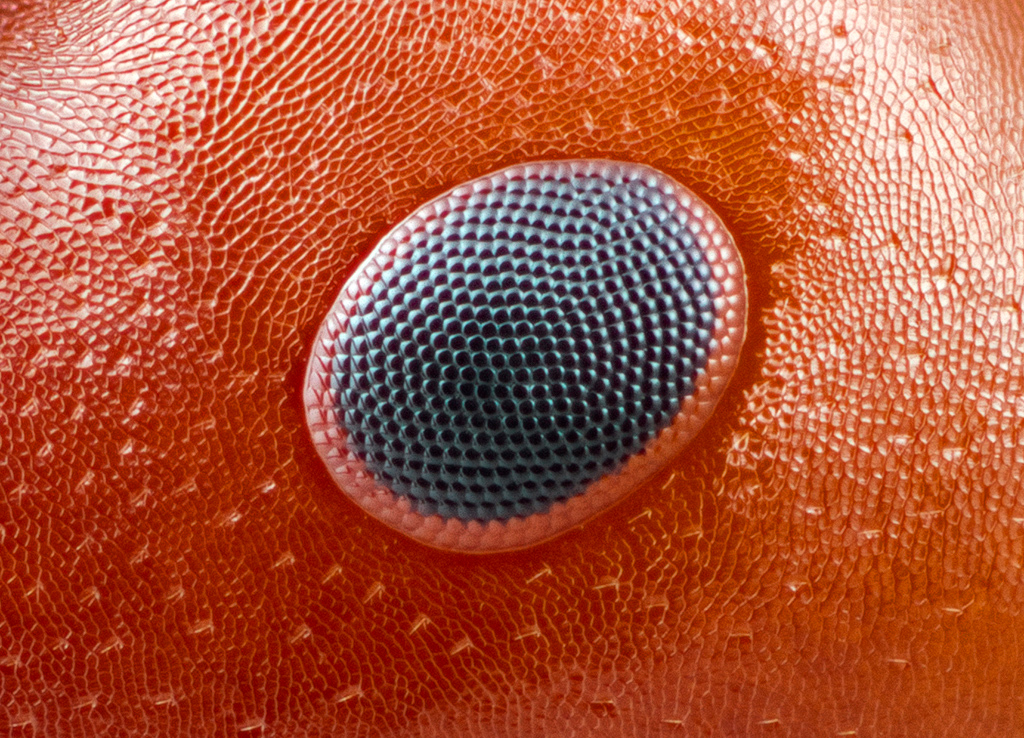
개미의 겹눈

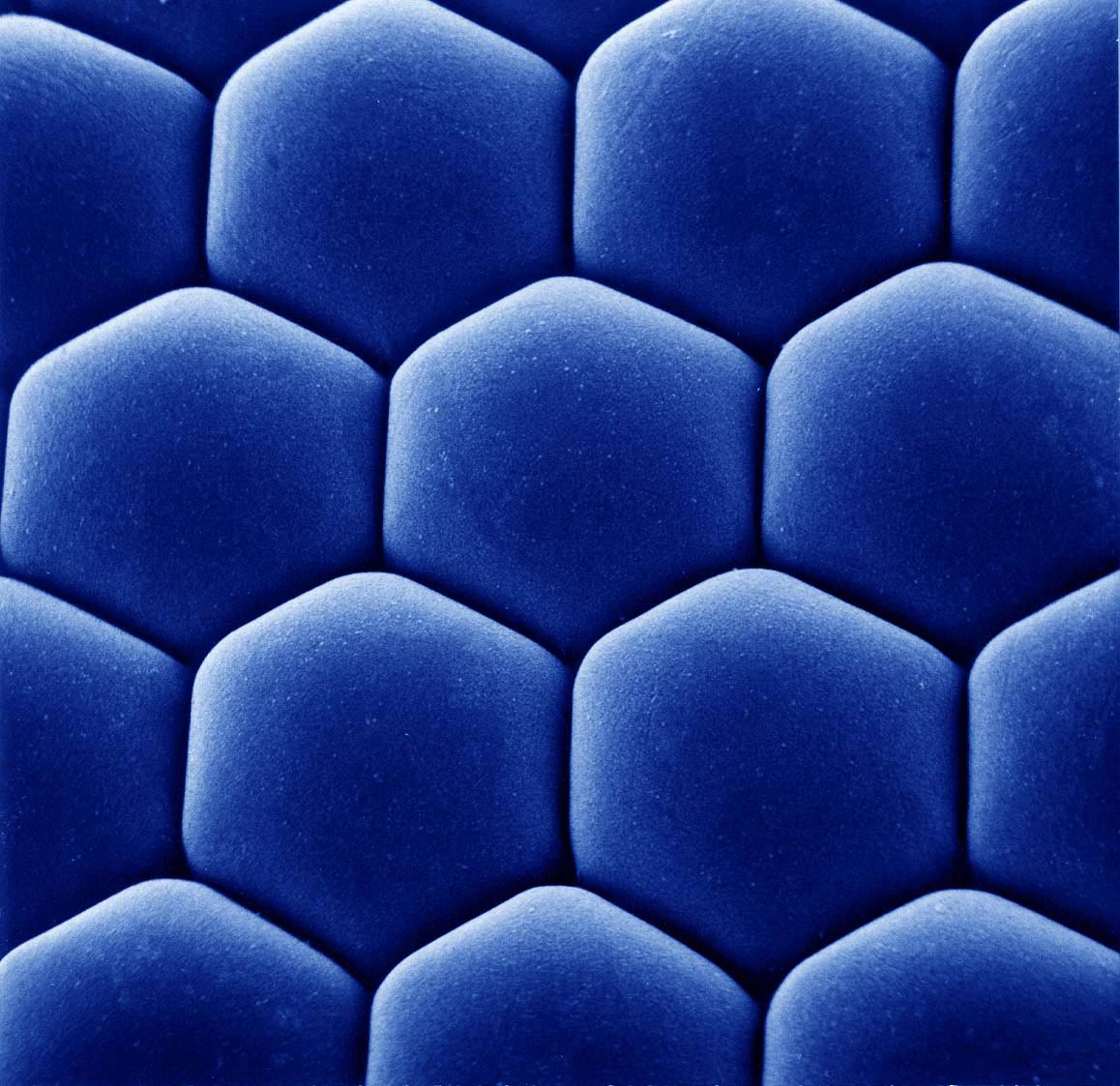
크릴의 겹눈을 확대한 사진

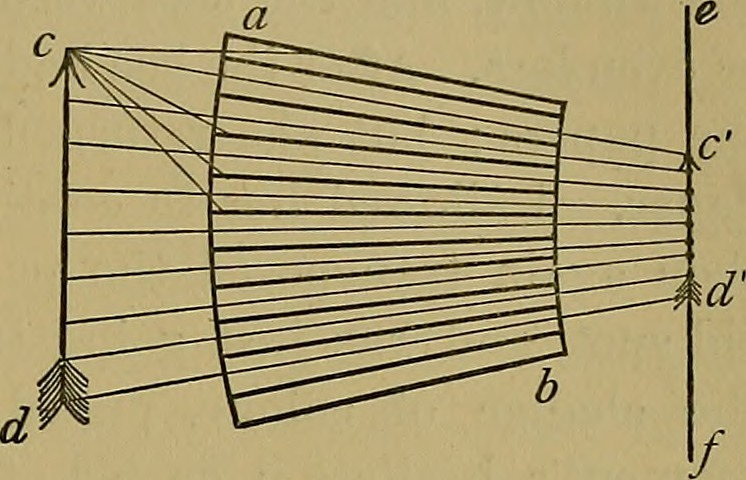

겹눈은 육각형 모양을 가진 여러 개의 낱눈으로 이루어져있는 절지동물의 눈이다. 사물을 인지하고 색을 구별하는 역할을 맡는다.
겹눈은 캄브리아기 범절지동물군의 출현과 동시에 다양하게 발전했으며 당시에 바닷속에서 서식하던 해양 절지동물들의 생존성을 급격히 올려주게 되었다. 이는 육상에 출현하게 된 다지류와 곤충에게도 여전히 계승되어, 날개와 함께 곤충이 첫 전성기를 맞이하게 되는 요인 중 하나가 된다.